# Spanien i Eurovision Song Contest 2014
Spanien kommer att vara med i Eurovision Song Contest 2014. Och kommer att vara en av de Big five länderna som menas med att de kommer att vara direktkvalificerade i finalen 10 maj.

## Mira quién va a Eurovisión
I början av februari avslöjade Spaniens TV-bolag TVÉ att man tänker ha en final med 5 bidrag. Dagarna efter meddelade TVÉ att man 
Avslöjat 5 bidrag: Brequette, Jorge González, La Dama, Raúl, Ruth Lorenz.
| Artist         | Sång                       | Jury | Telefonröster | Total | Placering |
| -------------- | -------------------------- | ---- | ------------- | ----- | --------- |
| Brequette      | "Más (Run)"                | 36   | 30            | 66    | 2         |
| La Dama        | "Estrella fugaz"           | 18   | 18            | 36    | 5         |
| Ruth Lorenzo   | Dancing in the rain        | 30   | 36            | 66    | 1         |
| Jorge González | "Aunque se acabe el mundo" | 24   | 24            | 48    | 3         |
| Raúl           | "Seguir sin ti"            | 21   | 21            | 42    | 4         |